# 梅尔文·卡尔文

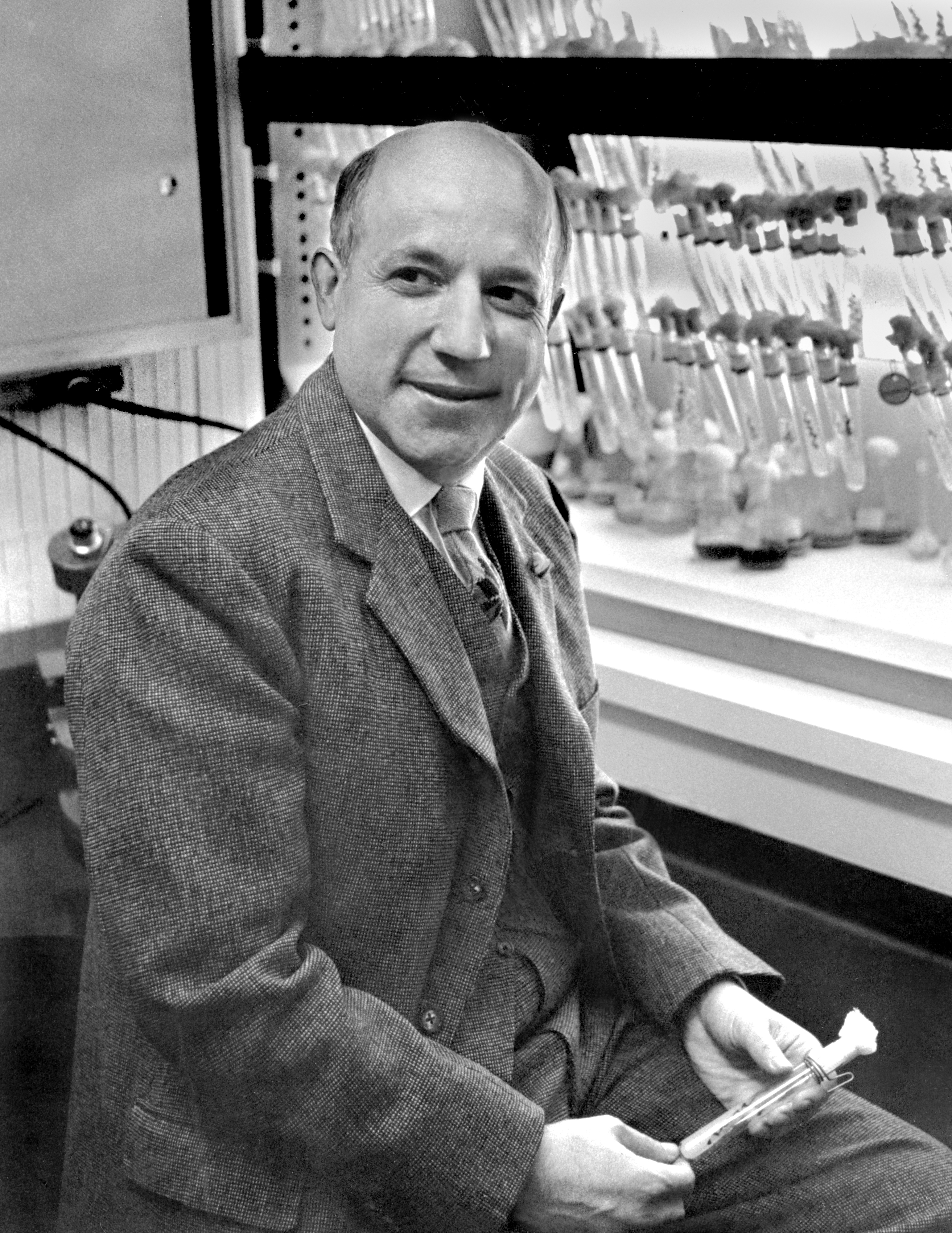
梅尔文·卡尔文

梅尔文·埃利斯·卡尔文（英語：Melvin Ellis Calvin，1911年4月8日—1997年1月8日），美国化学家，美国加州大学伯克利分校教授、劳伦斯伯克利国家实验室研究员。
卡尔文出因與安德鲁·本森和詹姆士·巴沙姆發現卡爾文循環，或稱卡尔文本森循环而聲名顯著，1961年获诺贝尔化学奖。

## 早年生活
卡尔文生于明尼苏达州圣保罗，1931年获得密歇根矿业工程学院（现密歇根理工大学）化学本科学位，1935年获得明尼苏达大学化学博士学位。

## 学术生涯
卡尔文于1935年-37年间任职于英国的曼彻斯特大学。从1937年起，卡尔文在加州大学伯克利分校任教，并于劳伦斯伯克利国家实验室从事研究工作，直至1980年退休。
利用在伯克利发现的碳14，卡尔文與安德鲁·本森和詹姆士·巴沙姆發現卡爾文循環（或稱卡尔文本森循环），进而获得1961年的诺贝尔化学奖。